# خوان مانوئل لوپز
خوان مانوئل لوپز (اسپانیایی: Juan Manuel López‎؛ زادهٔ ۳ سپتامبر ۱۹۶۹) یک بازیکن فوتبال اهل اسپانیا است.
از باشگاه‌هایی که در آن بازی کرده‌است می‌توان به باشگاه فوتبال اتلتیکو مادرید بی، اتلتیکو مادرید، تیم ملی فوتبال زیر ۲۳ سال اسپانیا و تیم ملی فوتبال اسپانیا اشاره کرد.